# Badia de Xàbia

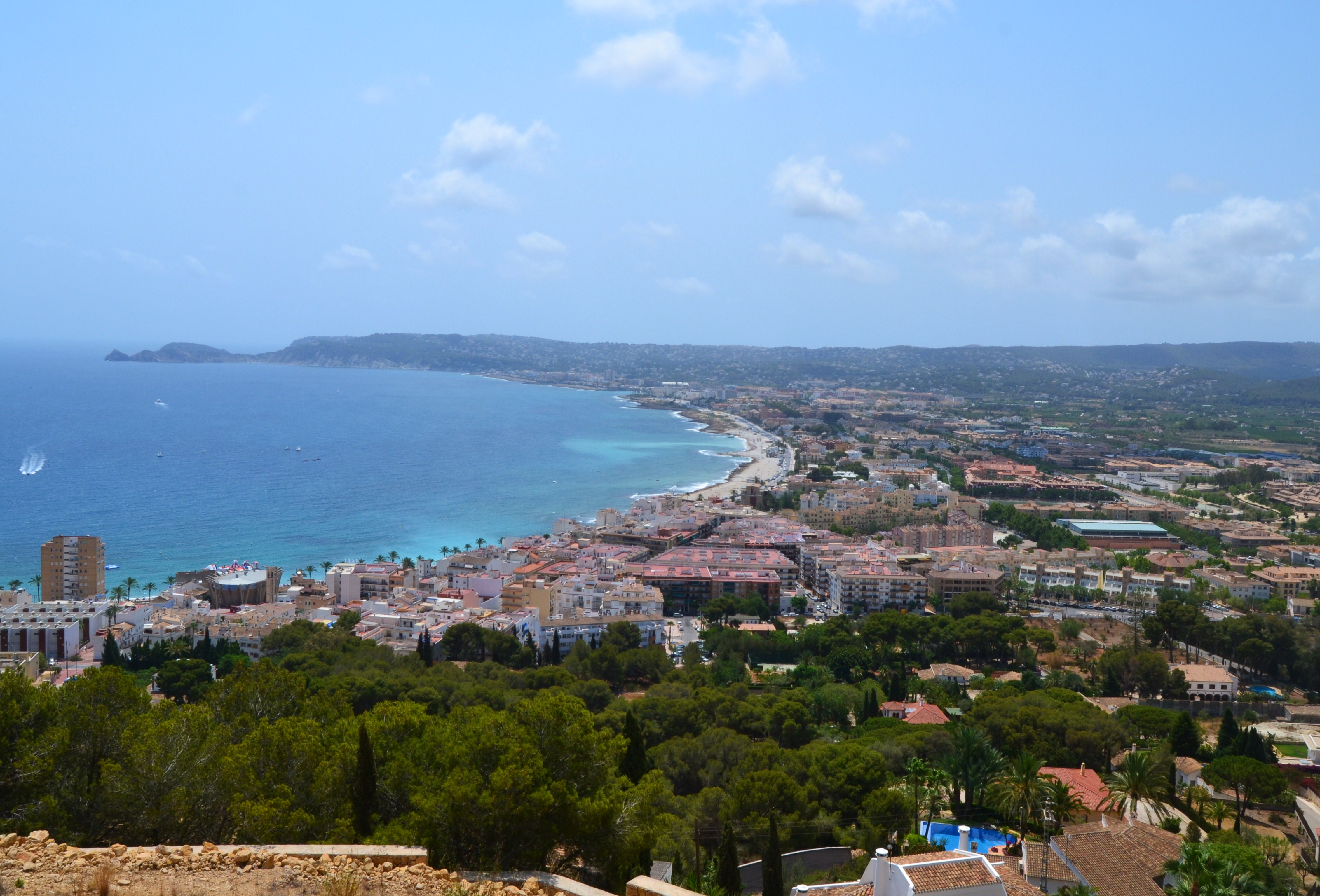
Badia de Xàbia i la seua badia des de la Corona

La badia de Xàbia és una xicoteta badia situada a Xàbia al País Valencià, entre el cap de Sant Antoni i el cap de Sant Martí, té una forma semicircular. Conté diferents cales i platges com la platja de l'Arenal, la cala del Portitxol, etc. Davall del cap de Sant Antoni, a la punta septentrional, hi ha el port modern de la vila. L'activitat portuària, tant pesquera com comercial hi és molt antiga.